# Fredens Sogn (Aarhus Kommune)
 For alternative betydninger, se Fredens Sogn. (Se også artikler, som begynder med Fredens Sogn)
Fredens Sogn er et sogn i Århus Søndre Provsti (Århus Stift). Sognet ligger i Aarhus Kommune; indtil Kommunalreformen i 1970 lå det i Ning Herred (Århus Amt). I Fredens Sogn ligger Fredenskirken.
I Fredens Sogn findes flg. autoriserede stednavne:
- Fredensvang (bebyggelse)
- Kongsvang (bebyggelse)
- Rosenvang (bebyggelse)
- Rosenvænget